# Lithraeus poverus
Lithraeus poverus là một loài bọ cánh cứng trong họ Bruchidae. Loài này được Blanchard miêu tả khoa học năm 1851.

## Hình ảnh

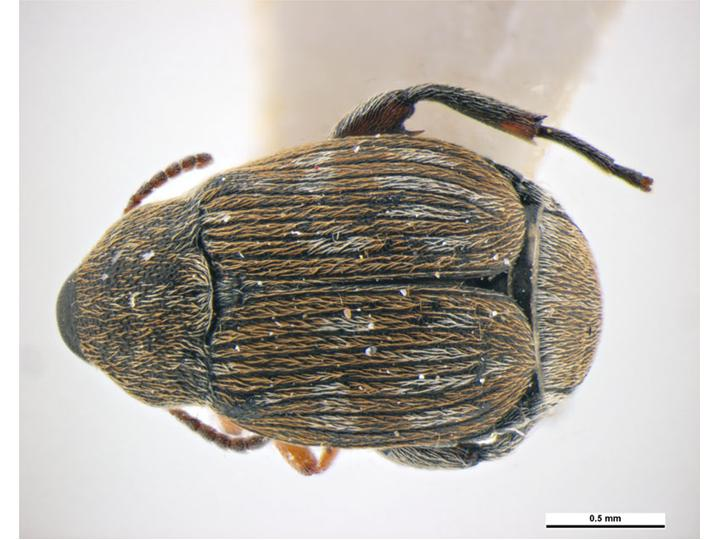